# Grand Prix Arabii Saudyjskiej 2021
Grand Prix Arabii Saudyjskiej 2021, oficjalnie Formula 1 STC Saudi Arabian Grand Prix 2021 – dwudziesta pierwsza runda Mistrzostw Świata Formuły 1 w sezonie 2021. Grand Prix odbyło się w dniach 3–5 grudnia 2021 na torze Jeddah Corniche Circuit w Dżuddzie. Wyścig wygrał po starcie z pole position Lewis Hamilton (Mercedes), a na podium kolejno stanęli Max Verstappen (Red Bull) oraz Valtteri Bottas (Mercedes).

## Lista startowa
| Nr          | Kierowca           | Zespół                                  | Samochód                          | Silnik                      | Opony |
| ----------- | ------------------ | --------------------------------------- | --------------------------------- | --------------------------- | ----- |
| 3           | Daniel Ricciardo   | McLaren F1 Team                         | McLaren MCL35M                    | Mercedes-AMG F1 M12 1,6 V6T | P     |
| 4           | Lando Norris       | McLaren F1 Team                         | McLaren MCL35M                    | Mercedes-AMG F1 M12 1,6 V6T | P     |
| 5           | Sebastian Vettel   | Aston Martin Cognizant Formula One Team | Aston Martin AMR21                | Mercedes-AMG F1 M12 1,6 V6T | P     |
| 6           | Nicholas Latifi    | Williams Racing                         | Williams FW43B                    | Mercedes-AMG F1 M12 1,6 V6T | P     |
| 7           | Kimi Räikkönen     | Alfa Romeo Racing ORLEN                 | Alfa Romeo C41                    | Ferrari 065/6 1,6 V6T       | P     |
| 9           | Nikita Mazepin     | Uralkali Haas F1 Team                   | Haas VF-21                        | Ferrari 065/6 1,6 V6T       | P     |
| 10          | Pierre Gasly       | Scuderia AlphaTauri Honda               | AlphaTauri AT02                   | Honda RA621H 1,6 V6T        | P     |
| 11          | Sergio Pérez       | Red Bull Racing Honda                   | Red Bull RB16B                    | Honda RA621H 1,6 V6T        | P     |
| 14          | Fernando Alonso    | Alpine F1 Team                          | Alpine A521                       | Renault E-Tech 20B 1,6 V6T  | P     |
| 16          | Charles Leclerc    | Scuderia Ferrari Mission Winnow         | Ferrari SF21                      | Ferrari 065/6 1,6 V6T       | P     |
| 18          | Lance Stroll       | Aston Martin Cognizant Formula One Team | Aston Martin AMR21                | Mercedes-AMG F1 M12 1,6 V6T | P     |
| 22          | Yūki Tsunoda       | Scuderia AlphaTauri Honda               | AlphaTauri AT02                   | Honda RA621H 1,6 V6T        | P     |
| 31          | Esteban Ocon       | Alpine F1 Team                          | Alpine A521                       | Renault E-Tech 20B 1,6 V6T  | P     |
| 33          | Max Verstappen     | Red Bull Racing Honda                   | Red Bull RB16B                    | Honda RA621H 1,6 V6T        | P     |
| 44          | Lewis Hamilton     | Mercedes-AMG Petronas Formula One Team  | Mercedes-AMG F1 W12 E Performance | Mercedes-AMG F1 M12 1,6 V6T | P     |
| 47          | Mick Schumacher    | Uralkali Haas F1 Team                   | Haas VF-21                        | Ferrari 065/6 1,6 V6T       | P     |
| 55          | Carlos Sainz Jr.   | Scuderia Ferrari Mission Winnow         | Ferrari SF21                      | Ferrari 065/6 1,6 V6T       | P     |
| 63          | George Russell     | Williams Racing                         | Williams FW43B                    | Mercedes-AMG F1 M12 1,6 V6T | P     |
| 77          | Valtteri Bottas    | Mercedes-AMG Petronas Formula One Team  | Mercedes-AMG F1 W12 E Performance | Mercedes-AMG F1 M12 1,6 V6T | P     |
| 99          | Antonio Giovinazzi | Alfa Romeo Racing ORLEN                 | Alfa Romeo C41                    | Ferrari 065/6 1,6 V6T       | P     |
| Źródło: FIA |                    |                                         |                                   |                             |       |

## Wyniki

### Zwycięzcy sesji treningowych
| Sesja       | Nr | Kierowca       | Konstruktor | Czas     | Okr. |
| ----------- | -- | -------------- | ----------- | -------- | ---- |
| 1           | 44 | Lewis Hamilton | Mercedes    | 1:29,786 | 21   |
| 2           | 44 | Lewis Hamilton | Mercedes    | 1:29,018 | 22   |
| 3           | 33 | Max Verstappen | Red Bull    | 1:28,100 | 20   |
| Źródło: FIA |    |                |             |          |      |

### Kwalifikacje
| P                    | Nr | Kierowca           | Konstruktor           | Czasy w kwalifikacjach | Czasy w kwalifikacjach | Czasy w kwalifikacjach | Poz. s. |
| P                    | Nr | Kierowca           | Konstruktor           | Q1                     | Q2                     | Q3                     | Poz. s. |
| -------------------- | -- | ------------------ | --------------------- | ---------------------- | ---------------------- | ---------------------- | ------- |
| 1                    | 44 | Lewis Hamilton     | Mercedes              | 1:28,466               | 1:27,712               | 1:27,511               | 1       |
| 2                    | 77 | Valtteri Bottas    | Mercedes              | 1:28,067               | 1:28,054               | 1:27,622               | 2       |
| 3                    | 33 | Max Verstappen     | Red Bull Racing-Honda | 1:28,285               | 1:27,953               | 1:27,653               | 3       |
| 4                    | 16 | Charles Leclerc    | Ferrari               | 1:28,310               | 1:28,459               | 1:28,054               | 4       |
| 5                    | 11 | Sergio Pérez       | Red Bull Racing-Honda | 1:28,021               | 1:27,946               | 1:28,123               | 5       |
| 6                    | 10 | Pierre Gasly       | AlphaTauri-Honda      | 1:28,401               | 1:28,314               | 1:28,125               | 6       |
| 7                    | 4  | Lando Norris       | McLaren-Mercedes      | 1:28,338               | 1:28,344               | 1:28,180               | 7       |
| 8                    | 22 | Yūki Tsunoda       | AlphaTauri-Honda      | 1:28,503               | 1:28,222               | 1:28,442               | 8       |
| 9                    | 31 | Esteban Ocon       | Alpine-Renault        | 1:28,752               | 1:28,564               | 1:28,647               | 9       |
| 10                   | 99 | Antonio Giovinazzi | Alfa Romeo-Ferrari    | 1:28,889               | 1:28,616               | 1:28,754               | 10      |
| 11                   | 3  | Daniel Ricciardo   | McLaren-Mercedes      | 1:28,216               | 1:28,668               |                        | 11      |
| 12                   | 7  | Kimi Räikkönen     | Alfa Romeo-Ferrari    | 1:28,856               | 1:28,885               |                        | 12      |
| 13                   | 14 | Fernando Alonso    | Alpine-Renault        | 1:28,944               | 1:28,920               |                        | 13      |
| 14                   | 63 | George Russell     | Williams-Mercedes     | 1:28,926               | 1:29,054               |                        | 14      |
| 15                   | 55 | Carlos Sainz Jr.   | Ferrari               | 1:28,236               | 1:53,652               |                        | 15      |
| 16                   | 6  | Nicholas Latifi    | Williams-Mercedes     | 1:29,177               |                        |                        | 16      |
| 17                   | 5  | Sebastian Vettel   | Aston Martin-Mercedes | 1:29,198               |                        |                        | 17      |
| 18                   | 18 | Lance Stroll       | Aston Martin-Mercedes | 1:29,368               |                        |                        | 18      |
| 19                   | 47 | Mick Schumacher    | Haas-Ferrari          | 1:29,464               |                        |                        | 19      |
| 20                   | 9  | Nikita Mazepin     | Haas-Ferrari          | 1:30,473               |                        |                        | 20      |
| 107% czasu: 1:36,833 |    |                    |                       |                        |                        |                        |         |
| Źródło: FIA          |    |                    |                       |                        |                        |                        |         |

### Wyścig
| P           | Nr | Kierowca           | Konstruktor           | Okr. | Czas                       | Start | +/–       | Punkty |
| ----------- | -- | ------------------ | --------------------- | ---- | -------------------------- | ----- | --------- | ------ |
| 1           | 44 | Lewis Hamilton     | Mercedes              | 50   | 2:06:15,185                | 1     | Bez zmian | 25+1   |
| 2           | 33 | Max Verstappen     | Red Bull Racing-Honda | 50   | +21,825                    | 3     | 1         | 18     |
| 3           | 77 | Valtteri Bottas    | Mercedes              | 50   | +27,531                    | 2     | 2         | 15     |
| 4           | 31 | Esteban Ocon       | Alpine-Renault        | 50   | +27,633                    | 9     | 5         | 12     |
| 5           | 3  | Daniel Ricciardo   | McLaren-Mercedes      | 50   | +40,121                    | 11    | 6         | 10     |
| 6           | 10 | Pierre Gasly       | AlphaTauri-Honda      | 50   | +41,613                    | 6     | Bez zmian | 8      |
| 7           | 16 | Charles Leclerc    | Ferrari               | 50   | +44,475                    | 4     | 3         | 6      |
| 8           | 55 | Carlos Sainz Jr.   | Ferrari               | 50   | +46,606                    | 15    | 7         | 4      |
| 9           | 99 | Antonio Giovinazzi | Alfa Romeo-Ferrari    | 50   | +58,505                    | 10    | 1         | 2      |
| 10          | 4  | Lando Norris       | McLaren-Mercedes      | 50   | +1:01,358                  | 7     | 3         | 1      |
| 11          | 18 | Lance Stroll       | Aston Martin-Mercedes | 50   | +1:17,212                  | 18    | 7         |        |
| 12          | 6  | Nicholas Latifi    | Williams-Mercedes     | 50   | +1:23,249                  | 16    | 4         |        |
| 13          | 14 | Fernando Alonso    | Alpine-Renault        | 49   | +1 okrążenie               | 13    | Bez zmian |        |
| 14          | 22 | Yūki Tsunoda       | AlphaTauri-Honda      | 49   | +1 okrążenie               | 8     | 6         |        |
| 15          | 7  | Kimi Räikkönen     | Alfa Romeo-Ferrari    | 49   | +1 okrążenie               | 12    | 3         |        |
| NS          | 5  | Sebastian Vettel   | Aston Martin-Mercedes | 44   | NU (uszkodzenia kolizyjne) | 12    |           |        |
| NS          | 11 | Sergio Pérez       | Red Bull Racing-Honda | 14   | NU (kolizja)               | 5     |           |        |
| NS          | 9  | Nikita Mazepin     | Haas-Ferrari          | 14   | NU (kolizja)               | 20    |           |        |
| NS          | 63 | George Russell     | Williams-Mercedes     | 14   | NU (kolizja)               | 14    |           |        |
| NS          | 47 | Mick Schumacher    | Haas-Ferrari          | 8    | NU (wypadek)               | 19    |           |        |
| Źródło: FIA |    |                    |                       |      |                            |       |           |        |

Uwagi
1. ↑  Dodatkowy 1 punkt jest przyznawany kierowcy, który ustanowił najszybsze okrążenie w wyścigu, pod warunkiem, że ukończył wyścig w pierwszej 10.
2. ↑  Max Verstappen otrzymał karę 10 sekund doliczonych do uzyskanego czasu za spowodowanie kolizji z Lewisem Hamiltonem, oraz karę 5 sekund doliczonych do uzyskanego czasu za przekroczenie limitów toru i zyskanie przewagi, ale nie wpłynęło to na jego pozycję końcową[8][9].
3. ↑  Yūki Tsunoda otrzymał karę 5 sekund doliczonych do uzyskanego czasu za spowodowanie kolizji z Sebastianem Vettelem, ale nie wpłynęło to na jego pozycję końcową[10].

### Najszybsze okrążenie
| Nr          | Kierowca       | Konstruktor | Czas     | Okr. |
| ----------- | -------------- | ----------- | -------- | ---- |
| 44          | Lewis Hamilton | Mercedes    | 1:30,734 | 47   |
| Źródło: FIA |                |             |          |      |

### Prowadzenie w wyścigu
| Nr                              | Kierowca       | Konstruktor | Okrążenia    | Suma |
| ------------------------------- | -------------- | ----------- | ------------ | ---- |
| 44                              | Lewis Hamilton | Mercedes    | 1–10, 43–50  | 18   |
| 33                              | Max Verstappen | Red Bull    | 11–15, 17–42 | 31   |
| 31                              | Esteban Ocon   | Alpine      | 16           | 1    |
| \| Wykres \| \| ------ \| \| \| |                |             |              |      |
| Źródło: FIA                     |                |             |              |      |
| Wykres                          |                |             |              |      |
|                                 |                |             |              |      |

## Klasyfikacja po wyścigu

### Kierowcy
Źródło: FIA
| P  | +/− | Kierowca           | Starty | Punkty | P1 | P2 | P3 | PP | NO | NS |
| -- | --- | ------------------ | ------ | ------ | -- | -- | -- | -- | -- | -- |
| 1  | 0   | Max Verstappen     | 21     | 369,5  | 9  | 8  | –  | 8  | 5  | 2  |
| 2  | 0   | Lewis Hamilton     | 21     | 369,5  | 8  | 8  | 1  | 5  | 6  | 1  |
| 3  | 0   | Valtteri Bottas    | 21     | 218    | 1  | 1  | 9  | 4  | 4  | 4  |
| 4  | 0   | Sergio Pérez       | 21     | 190    | 1  | –  | 5  | –  | 2  | 2  |
| 5  | +1  | Charles Leclerc    | 21     | 158    | –  | 1  | –  | 2  | –  | 2  |
| 6  | −1  | Lando Norris       | 21     | 154    | –  | 1  | 3  | 1  | 1  | 1  |
| 7  | 0   | Carlos Sainz Jr.   | 21     | 149,5  | –  | 1  | 2  | –  | –  | –  |
| 8  | 0   | Daniel Ricciardo   | 21     | 115    | 1  | –  | –  | –  | 1  | 1  |
| 9  | 0   | Pierre Gasly       | 21     | 100    | –  | –  | 1  | –  | 1  | 3  |
| 10 | 0   | Fernando Alonso    | 21     | 77     | –  | –  | –  | –  | –  | 2  |
| 11 | 0   | Esteban Ocon       | 21     | 72     | 1  | –  | –  | –  | –  | 3  |
| 12 | 0   | Sebastian Vettel   | 21     | 43     | –  | 1  | –  | –  | –  | 3  |
| 13 | 0   | Lance Stroll       | 21     | 34     | –  | –  | –  | –  | –  | 3  |
| 14 | 0   | Yūki Tsunoda       | 21     | 20     | –  | –  | –  | –  | –  | 4  |
| 15 | 0   | George Russell     | 21     | 16     | –  | 1  | –  | –  | –  | 3  |
| 16 | 0   | Kimi Räikkönen     | 19     | 10     | –  | –  | –  | –  | –  | 1  |
| 17 | 0   | Nicholas Latifi    | 21     | 7      | –  | –  | –  | –  | –  | 2  |
| 18 | 0   | Antonio Giovinazzi | 21     | 3      | –  | –  | –  | –  | –  | –  |
| 19 | 0   | Mick Schumacher    | 21     | 0      | –  | –  | –  | –  | –  | 3  |
| 20 | 0   | Robert Kubica      | 2      | 0      | –  | –  | –  | –  | –  | –  |
| 21 | 0   | Nikita Mazepin     | 21     | 0      | –  | –  | –  | –  | –  | 5  |
| P  | +/− | Kierowca           | Starty | Punkty | P1 | P2 | P3 | PP | NO | NS |

### Konstruktorzy
Źródło: FIA
| P  | +/− | Konstruktor               | Starty | Punkty | P1 | P2 | P3 | PP | NO | NS |
| -- | --- | ------------------------- | ------ | ------ | -- | -- | -- | -- | -- | -- |
| 1  | 0   | Mercedes                  | 42     | 587,5  | 9  | 8  | 10 | 9  | 10 | 5  |
| 2  | 0   | Red Bull Racing-Honda     | 42     | 559,5  | 10 | 9  | 4  | 9  | 7  | 4  |
| 3  | 0   | Ferrari                   | 42     | 307,5  | –  | 2  | 2  | 2  | –  | 2  |
| 4  | 0   | McLaren-Mercedes          | 42     | 269    | 1  | 1  | 3  | 1  | 2  | 2  |
| 5  | 0   | Alpine-Renault            | 42     | 149    | 1  | –  | –  | –  | –  | 5  |
| 6  | 0   | Scuderia AlphaTauri-Honda | 42     | 120    | –  | –  | 1  | –  | 1  | 7  |
| 7  | 0   | Aston Martin-Mercedes     | 42     | 77     | –  | 1  | –  | –  | –  | 6  |
| 8  | 0   | Williams-Mercedes         | 42     | 23     | –  | 1  | –  | –  | –  | 5  |
| 9  | 0   | Alfa Romeo Racing-Ferrari | 42     | 13     | –  | –  | –  | –  | –  | 1  |
| 10 | 0   | Haas-Ferrari              | 42     | 0      | –  | –  | –  | –  | –  | 8  |
| P  | +/− | Konstruktor               | Starty | Punkty | P1 | P2 | P3 | PP | NO | NS |